# 再 (DISH//のアルバム)
『再』（さい）は、日本のダンスロックバンド・DISH//の1枚目のコンピレーション・アルバム。2022年4月6日にSony Music Recordsから発売された。

## 概要
- 自身初のコンピレーション・アルバム[注 1]。
- CDは初回生産限定盤、通常盤の2形態で発売。
- 本作には、自身のバンド結成10周年を記念したリテイクプロジェクト『再青プロジェクト』として、2022年1月から毎月1日に2曲ずつ配信されたリテイクバージョンの楽曲等、全10曲を収録[6][5]。
- 初回生産限定盤の特典DVDには、本作のレコーディング風景を収録[5]。
  - また、15枚のLPサイズビジュアルカードや結成10周年を記念したロングインタビューや、メンバー全員によるライナーノーツも付属[5]。

## 収録曲

### CD
1. 皿に走れ!!!! (in 2022)
作詞・作曲：Gk3
  - 1stアルバム『MAIN DISH』収録曲のリテイクバージョン
2. 愛の導火線 (in 2022)
作詞・作曲：新井弘毅
  - 2ndアルバム『召し上がれのガトリング』収録曲のリテイクバージョン
  - 2022年2月1日に各配信サイトにて配信された[7]。
3. I Can Hear (in 2022)
作詞・作曲：磯崎健史
  - 1stシングルのリテイクバージョン
  - 2022年1月1日に各配信サイトにて配信された[8]。
4. birds (in 2022)
作詞・作曲：田村歩美
  - 1stアルバム『MAIN DISH』収録曲のリテイクバージョン
  - 2022年2月1日に各配信サイトにて配信された[9]。
  - 2022年3月7日にMVが公開された[5]。
5. 猫 (in 2022)
作詞・作曲：あいみょん
  - 10thシングル『僕たちがやりました』カップリングのリテイクバージョン
  - 2022年1月1日に各配信サイトにて配信された[8]。
6. 虹のカケラ (in 2022)
作詞・作曲：小倉しんこう
  - 1stアルバム『MAIN DISH』収録曲のリテイクバージョン
  - 2022年4月1日に各配信サイトにて配信された。
7. Loop. (in 2022)
作詞：To-i、岡部波音
作曲：To-i
  - 2ndアルバム『召し上がれのガトリング』収録曲のリテイクバージョン
  - 2022年3月1日に各配信サイトにて配信された[10]。
8. FREAK SHOW (in 2022)
作詞・作曲：シライシ紗トリ
  - 3rdシングルのリテイクバージョン
  - 2022年3月1日に各配信サイトにて配信された[5]。
9. 勝手にMY SOUL (in 2022)
作詞・作曲：新井弘毅
  - 11thシングルのリテイクバージョン
  - 2022年4月1日に各配信サイトにて配信された。
10. 東京VIBRATION (in 2022)
作詞・作曲：岡部波音
  - CD付きフォトブック『東京VIBRATION』[11]のリテイクバージョン

### 特典DVD（初回生産限定盤）
| #  | タイトル                  | 作詞 | 作曲・編曲 |
| -- | ------------------------- | ---- | ---------- |
| 1. | 「Recording Documentary」 |      |            |